# Oeceoclades latifolia
Oeceoclades latifolia är en orkidéart som först beskrevs av Robert Allen Rolfe, och fick sitt nu gällande namn av Leslie Andrew Garay och Peter Geoffrey Taylor. Oeceoclades latifolia ingår i släktet Oeceoclades och familjen orkidéer.
Artens utbredningsområde är São Tomé. Inga underarter finns listade i Catalogue of Life.